# Jive
Jive er en dans i fire fjerdedele, som har sin oprindelse i USA fra afroamerikanere først i 1940'erne. Jive er modsat Jitterbug, da den er roligere, og er ligeledes beskrevet, hvorledes den skal danses. Jitterbuggen har ikke regler, men er mere løssluppen. Jive kan betegnes som en "swingdans" - omend en mere moderat version af det. 
I selskabsdans, er Jive en af de fem latinamerikanske danse. I konkurrence danses den i tempoet 44 slag per minut, men dette er i nogle tilfælde sat ned til 32 eller 40 slag i minuttet. 
Mange af basistrinene er lig trinene til East Coast Swing med den største forskel værende den synkoperede rytme i chaccéene, som bruger lige ottendedele i ECS og hård swing i Jive.